# Shixian hongmi
Das Buch Shixian hongmi (chinesisch: 食宪鸿秘; Pinyin: Shíxiàn hóngmì; ‚Führer zu den Mysterien der Küche‘; engl. Grand Secrets of Diets) wird traditionell dem Gelehrten, Dichter und Bibliophilen Zhu Yizun (朱彝尊) (1629–1709) aus Xiushui (heute: Jiaxing), Provinz Zhejiang, zugeschrieben. Anderen Stimmen zufolge ist es ein Werk von Wang Shizhen 王士祯 (1634–1711). Das Werk umfasst zwei Bände (juan).
Es ist ein wichtiges Werk zur Geschichte der chinesischen Ess- und Trinkkultur, insbesondere zur Regionalküche der Provinz Zhejiang zur Zeit der Qing-Dynastie. Von Interesse ist auch die Behandlung einiger Molkereiprodukte aus Nordchina.

## Inhalt
Im Buch Shixian hongmi werden unter den über 400 Stichwörtern folgende Themenbereiche behandelt: Würzzutaten, Getränke, Obst/Früchte/Nüsse/Kerne, Blumen und Blüten, Gerichte, Imbisse/Snacks aus Weizenmehl oder Reismehl und Körnergerichte und Breispeisen. Den Schwerpunkt der Essen bilden Spezialitäten aus der Provinz Zhejiang. Die Zubereitung der Speisen ist kurz erklärt, es ist für den praktischen Gebrauch bestimmt.

## Gliederung
Es ist gegliedert nach folgenden Sachgruppen:
- Erster Band
  - Getränke (yin 饮)
  - Körnergerichte (fan 饭)
  - Stärkeprodukte (fen 粉)
  - Breigerichte (zhu zhou 煮粥)
  - Er-Feinbackwaren (er 饵)
  - Füllungsmaterial (xianliao 馅料)
  - Jiang (jiang 酱)
  - Gemüse/vegetarische Zutaten (shu 蔬)

- Zweiter Band
  - Canfangpu (canfangpu 餐芳谱)
  - Früchte (guo 果)
  - Fisch (yu 鱼)
  - Krabben (xie 蟹)
  - Geflügel (qin 禽)
  - Eier (luan 卵)
  - Fleisch (rou 肉)
  - Gewürze (xiang 香)
  - Pflanzenanbau (zhongzhi 种植)

## Beispiel: Krabben
In der Kategorie der Krabbenrezepte sind beispielsweise die Zubereitungsarten für die folgenden Gerichte enthalten: in Reisweintrester eingelegte Krabben (zaoxie 糟蟹), beschwipste Krabben (zuixie 醉蟹), gekochte Krabben (zhuxie 煮蟹) und gedämpfte Krabben (zhengxie 蒸蟹).

## Einfluss
Das Buch war in der Zeit der Qing-Dynastie sehr einflussreich, wie man an Yuan Meis Suiyuan shidan und Gu Zhongs Yangxiaolu erkennen kann.

## Anhang
Dem Shixian hongmi angehängt ist das Werk Wang Fu yun chaoben 汪拂云抄本. Es enthält lediglich 78 Punkte. Darin werden ebenfalls Gerichte und kleine Imbisse bzw. Desserts (caidian) beschrieben.

## Zhejiang-Küche und exotische chinesische Delikatessen
Die Regionalküche von Zhejiang bildet den Schwerpunkt des Werkes, es sind aber auch Spezialitäten aus den zentralen Gebieten (Zhongyuan) und Nordchina darin enthalten. Bemerkenswert sind seine Bambussprossengerichte, Schinkengerichte (mit dem berühmten Jinhua-Schinken) und seine exotischen Delikassen aus dem Gebirge und dem Meer. Solche exquisite Zutaten sind zum Beispiel Abalone, Seegurke, Haifischflossen, Schwalbennester, Bärentatzen, Hirschsehnen (lujin), Hirschschwanz (luwei) und Hirschpenis (lubian).

## Molkereiprodukte des Nordens
Auch die (in China wenig verbreiteten) Molkereiprodukte und meist aus Weizenmehl hergestellte Imbisse bzw. Snacks (miandian) aus Nordchina sind bemerkenswert.

## Alte Drucke und neue Ausgaben
Der erste Druck stammt aus der Yongzheng-Ära der Zeit der Qing-Dynastie, ein weiterer aus der Qianlong-Ära. Das Werk ist im zweiten Band des japanischen Sammelwerks Chugoku shokkei sosho enthalten und auch in der Bücherreihe Zhongguo pengren guji congkan (Peking: Zhongguo shangye chubanshe, 1985).